# Улица Космонавтов (Москва)
У́лица Космона́втов — улица на севере Москвы в Алексеевском районе Северо-Восточного административного округа, от проспекта Мира между площадями Шарля де Голля и Академика Люльки.

## История
Улица образована в 1960-х годах из 8-го проезда Алексеевского студгородка и новой улицы. В 1965 году предполагалось дать этой улице название Ракетная. Улицей Космонавтов же предполагалось назвать 3-ю Останкинскую — будущую улицу Академика Королёва. Однако в 1966 году 8-й проезд Алексеевского студгородка был назван улицей Космонавтов.
Прежнее название 8-й проезд Алексеевского студгородка получил в 1936 году по студенческому городку в селе Алексеевское, которое вошло в черту Москвы в начале XX века.

## Расположение
Улица Космонавтов начинается от проспекта Мира (напротив монумента «Покорителям космоса» у аллеи Космонавтов) и площади Шарля де Голля. Проходит на восток, пересекает Ярославскую улицу, улицу Константинова и заканчивается на улице Бориса Галушкина, образуя с последней площадь Академика Люльки. На этот же перекрёсток выходят также улица Павла Корчагина и безымянный проезд от Рижского проезда.

## Наземный общественный транспорт
В самом начале улицы расположена автобусная станция «ВДНХ», обслуживающая различные пригородные маршруты. По самой улице ходит автобусный маршрут города Москвы № 311.

## Учреждения и организации
По нечётной стороне:
- № 5 — школа № 277;
- № 7, корп. 2 — Ювелирная компания «Алмаз-Холдинг»
- № 11 — общежитие № 5 Российского университета транспорта[5];
- № 13 — кафе «Закуток».

По чётной стороне:
- № 2 — гостиница «Наследие»;
- № 8 — Международный расчётный банк;
- № 12 — ресторан «Фарфалле»;
- № 14, строение 1 — Комиссия по комплектованию государственных дошкольных образовательных учреждений (СВАО, Алексеевский район)[6];
- № 18, корпус 1 — Фонд развития и поддержки следственных органов; журнал «Следователь».